# Manuel Giménez (periodista)
Manuel Giménez Cuevas (Soria, 1948) es un portavoz policial, periodista y presentador de televisión español.

## Biografía
Portavoz del Cuerpo Nacional de Policía entre 1980 y abril de 1996, comenzó a trabajar en radio, dedicado sobre todo a informar sobre sucesos de la mano de Arturo Pérez-Reverte en La ley de la calle de Radio Nacional de España en 1992. Anteriormente había colaborado en programas presentados por Joaquín Soler Serrano, Ernestina Guillén, Andrés Caparrós, Julio César Iglesias, Javier González Ferrari o Nieves Herrero. En total, varios centenares de programas.
En televisión, cuenta en su haber espacios como Código uno, Dossier, Dossier directo (1998), Lo que me contaron los muertos y Así son las cosas (1997-2002) y Por la Mañana (2002 a 2007) en Televisión española - y Se busca (1996), en Antena 3.
En 2002, comenzó a copresentar junto a Inés Ballester el magacín diario de TVE Por la mañana, durante más de 1200 días. En este espacio, Giménez conducía la sección Así son las cosas. En 2004 además lo compatibilizó con el espacio de sucesos Lo que me contaron los muertos.
En septiembre de 2007 abandonaba sus colaboraciones con Televisión española. para presentar un programa en la televisión autonómica 7 Región de Murcia llamado El Atrapasueños. En septiembre de 2008 colaboró en el programa de Antena 3 El método por dos.
Ha sido asesor y columnista de la revista Así son las cosas desde mayo de 2002, y redactor de la sección de «Crónica negra» en la revista Interviú durante 4 años.
Es autor de ocho libros de temática policial y relacionados con el mundo de la seguridad Antología del timo, De la estampita a internet, Los casos de Manuel Giménez, Los Irreality Shows, Por su propia seguridad, etc, un libro de derecho aplicado a las relaciones ciudadanas (El Ciudadano y la Ley) Los casos de Manuel Giménez. También es autor de cuatro novelas basadas en hechos reales. En 2011 vuelve a la tv nacional y de nuevo de la mano de Ines Ballester, en esta ocasión en 13 TV en el programa Te damos la mañana.

## Premios
- Premio Ondas por La ley de la calle de RNE.
- Micrófono de Plata de la Asociación Profesional de Informadores de Radio y Televisión.